# Susana (Guinea-Bissau)
Susana, auch Suzana, ist eine Ortschaft am nordwestlichen Ende Guinea-Bissaus mit 1507 Einwohnern in zwei Ortsteilen, ganz überwiegend der animistischen Ethnie der Felupe angehörend, mit einer moslemischen Minderheit.
Der Ort liegt im Verwaltungssektor von São Domingos in der Region Cacheu.
Er ist nach São Domingos der wichtigste Ort im Sektor. Hier besteht u. a. eine Gesundheitsstation, eine Kaserne der Streitkräfte Guinea-Bissaus und eine katholische Mission.

## Verkehr
Susana liegt 41 km westlich von São Domingos und 12 km östlich des Küstenorts Varela. Eine nicht-asphaltierte Straße (Lehmpiste) verläuft von São Domingos durch Susana nach Varela.
Im nahen Varela existiert ein Flugplatz mit dem ICAO-Code GGVR.